# Честертаунское чаепитие
Честертаунское чаепитие (англ. Chestertown Tea Party) — акция протеста против британских налоговых сборов, которая, согласно местной легенде, произошла в мае 1774 года в Честертауне (штат Мэриленд) в ответ на принятие британского «Чайного закона». По местному преданию, колониальные патриоты, следуя примеру более известного Бостонского чаепития, поднялись на борт бригантины Geddes средь бела дня и выбросили её груз чая в реку Честер. Это событие ежегодно отмечается в выходные Дня памяти с фестивалем и исторической реконструкцией.  

## Фон

### Отношения с Англией
В 1767 году, стремясь пополнить казну за счёт налогов с Тринадцати колоний, британский парламент принял Законы Таунсенда — серию законов, включая Сахарный, Гербовый и Принудительные акты. Эти законы вводили пошлины на ключевые товары колониальной экономики: бумагу, краски, свинец, стекло и чай. Протесты в колониях оказались настолько мощными, что к 1770 году парламент отменил большинство налогов, сохранив лишь пошлину на чай.  
В ответ многие колонисты стали  бойкотировать  британский чай, предпочитая контрабандный или местные заменители. Это нанесло удар по доходам британских торговцев, особенно Ост-Индской компании. Чтобы разгрузить накопившийся на складах компании чай, в 1773 году был принят Чайный закон, который ещё больше возмутил колонистов и усилил движение за независимость.

### Бостонское чаепитие
16 декабря 1773 года группа протестующих, называвших себя Сынами свободы, переодевшись в индейцев-мохоки, поднялась на три корабля в Бостонской гавани и выбросила за борт 342 ящика чая. В ответ король Георг III  приказал закрыть Бостонский порт. Хотя бостонская акция стала самой известной, аналогичные протесты прокатились по всему атлантическому побережью.  

## События в Честертауне
Когда весной 1774 года весть о закрытии Бостонского порта достигла Честертауна, местные лидеры собрали собрание для обсуждения ответных мер. Отделение Сынов свободы представило список требований, известных как Честертаунские резолюции, объявив незаконными покупку, продажу или употребление чая, ввезённого из Англии.  
Хотя сами резолюции подтверждены историческими документами (их опубликовала Maryland Gazette), доказательств уничтожения чая не найдено — первые упоминания об этом появились лишь в конце XIX века. Тем не менее, легенда стала частью местной идентичности.  
Согласно преданию, вскоре после принятия резолюций в порту появилась бригантина Geddes с грузом чая. 23 мая 1774 года группа горожан (в отличие от бостонцев, без маскировки и средь бела дня) поднялась на корабль и выбросила чай в реку Честер.  

## Достоверность легенды
Историки ставят под сомнение подлинность Честертаунского чаепития, поскольку современных свидетельств не обнаружено. Первое упоминание появилось в 1899 году в брошюре Фреда Азилтона Gem City on the Chester. Азилтон, связанный с местной газетой, не указал источников, и был склонен приукрашивать истории.